# ورگراتس
وْرْگُراتس (به کرواتی: Vrgorac) شهری در ایالت اسپلیت-دالماتیا کشور کرواسی است که جمعیت آن در سال ۲۰۱۱ میلادی ۶٬۵۰۱ نفر بوده‌است.